# Distrito de Zafarobod (Tajikistan)
Zafarobod (en tayiko: Ноҳияи Зафаробод) es un distrito de Tayikistán, en la provincia de Sughd. 
Comprende una superficie de 441 km².
El centro administrativo es la ciudad de Zafarobod.

## Demografía
Según estimación 2009 contaba con una población total de 41 106 habitantes.

## Otros datos
El código ISO es TJ.SU.ZA, el código postal 735600 y el prefijo telefónico +992 3452.